# 포스코엠텍
포스코엠텍(영어: POSCO M-Tech)은 1973년 삼정강업주식회사로 설립된 철강포장전문업체로 2001년 ‘주식회사삼정피앤에이’를 거쳐 2011년 ‘주식회사포스코엠텍’으로 사명을 변경하였다. 2005년 포스코 계열사에 편입되었으며, 철강포장 사업, 코일포장설비 자동화 사업, 철강부원료인 알루미늄탈산제 사업, 페로망간공장 위탁운영 사업 등을 수행하고 있다. 본사는 경상북도 포항시 남구 효자동에, 광양사업소는 전라남도 광양시 금호동에 위치해 있다.

## 본점 및 지점 현황
- 본점: 경상북도 포항시 남구 형산강북로 131 (효자동)
- 광양사업소 : 전라남도 광양시 희망길 12-14 (금호동)
- 알루미늄공장 : 경상북도 포항시 남구 철강로 431 (호동)